# داننبرگ (الب)
شهر داننبرگ در ایالت نیدرزاکسن در کشور آلمان واقع شده است.